# Collinsville (Mississippi)
Collinsville é uma Região censo-designada localizada no estado americano de Mississippi, no Condado de Lauderdale.

## Demografia
Segundo o censo americano de 2000, a sua população era de 1823 habitantes.

## Geografia
De acordo com o United States Census Bureau tem uma área de
40,9 km², dos quais 40,8 km² cobertos por terra e 0,1 km² cobertos por água. Collinsville localiza-se a aproximadamente 120 m acima do nível do mar.

## Localidades na vizinhança
O diagrama seguinte representa as localidades num raio de 24 km ao redor de Collinsville.